# Isoplenodia arrogans
Isoplenodia arrogans là một loài bướm đêm trong họ Geometridae.